# 暗灰金翅雀鯛
暗灰金翅雀鯛（學名：Chrysiptera niger），又稱暗灰刻齒雀鯛，被IUCN列為瀕危保育類動物，是輻鰭魚綱鱸形目雀鯛科金翅雀鯛屬的其中一種，分布於西太平洋新幾內亞東南部当特尔卡斯托群岛海域，深度0至2公尺，本魚體呈橢圓形而側扁，體色為藍灰色，密部數排縱列的亮藍色細點，胸鰭基部具一黑斑，背鰭硬棘13枚、背鰭軟條12-13枚、臀鰭硬棘2枚、臀鰭軟條13枚，體長可達7公分，棲息在珊瑚礁，以浮游生物為食，繁殖期成對出現，雄魚會守護魚卵至孵化，生活習性不明，可做為觀賞魚。